# یونس الشیبانی
یونس الشیبانی (عربی: يونس الشيباني؛ زادهٔ ۲۷ ژوئن ۱۹۸۱) بازیکن فوتبال اهل لیبی است.
از باشگاه‌هایی که در آن بازی کرده‌است می‌توان به باشگاه فوتبال الاتحاد، باشگاه فوتبال المپیک خریبکه و باشگاه ورزشی اسماعیلی اشاره کرد.
وی همچنین در تیم ملی فوتبال لیبی بازی کرده‌است.